# Iluppaiyurani
Iluppaiyurani é uma panchayat (vila) no distrito de Toothukudi, no estado indiano de Tamil Nadu.

## Demografia
Segundo o censo de 2001,  Iluppaiyurani  tinha uma população de 11,843 habitantes. Os indivíduos do sexo masculino constituem 50% da população e os do sexo feminino 50%. Iluppaiyurani tem uma taxa de literacia de 72%, superior à média nacional de 59.5%: a literacia no sexo masculino é de 78% e no sexo feminino é de 65%. Em Iluppaiyurani, 10% da população está abaixo dos 6 anos de idade.